# Jesús Coca Noguerol
Jesús Coca Noguerol (Almodóvar del Río, provincia de Córdoba, 22 de mayo de 1989) es un futbolista español. Juega de portero y su club es la UE Engordany de la Primera División de Andorra.

## Clubes
| Club                  | País    | Año       |
| --------------------- | ------- | --------- |
| Real Madrid C. F. "C" | España  | 2008-2009 |
| Córdoba C. F.         | España  | 2009-2011 |
| Lucena C. F.          | España  | 2011-2013 |
| Montilla C. F.        | España  | 2013-2014 |
| U. E. Sant Julià      | Andorra | 2014-2016 |
| F. C. Lusitanos       | Andorra | 2016-2017 |
| U. E. Engordany       | Andorra | 2017-2021 |
| Inter Club d'Escaldes | Andorra | 2021-2022 |
| U. E. Engordany       | Andorra | 2022-     |